# 柴佳世乃
柴 佳世乃（しば かよの　1966年 - ）は、日本文学研究者。千葉大学大学院人文科学研究院教授。専門は中世文学で特に読経道を専門とする。夫は歴史学者の伊藤聡。

## 来歴
静岡県に生まれる。1989年、お茶の水女子大学文教育学部国文学科卒業。1998年、お茶の水女子大学大学院人間文化研究科博士課程（比較文化学専攻）修了。
日本学術振興会特別研究員を経て、2001年から千葉大学助教授。同年、論文「「読経道」の研究：法華経読誦と中世文化」にてお茶の水女子大学より博士（人文科学）の学位を取得。千葉大学准教授を経て、2008年教授。
2002年、第28回日本古典文学会賞受賞。2025年、『仏教儀礼の音曲とことば』にて第42回田邉尚雄賞を受賞。
1100年代後半から1200年代にかけて行われた、法華経を音曲的に読む読経道の復元を行っている。また、千葉にまつわる伝承を基に創作狂言を制作し、公演を行っている。

## 著書

### 単著
- 『読経道の研究』（風間書房、2004年3月）ISBN　978-4-7599-1416-0
- 『仏教儀礼の音曲とことば：中世の〈声〉を聴く』（法蔵館、2024年3月）ISBN　978-4-8318-6283-9